# استفان رشکو
استفان رشکو (اوکراینی: Стефан Михайлович Решко؛ زادهٔ ۲۴ مارس ۱۹۴۷) بازیکن فوتبال اهل اتحاد جماهیر شوروی سوسیالیستی است.
از باشگاه‌هایی که در آن بازی کرده‌است می‌توان به باشگاه فوتبال اوورلا اوژهورود، باشگاه فوتبال چورنومورتس اودسا، و باشگاه فوتبال دینامو کی‌یف اشاره کرد.
وی همچنین در تیم ملی فوتبال شوروی بازی کرده‌است.